# Defcon 5...4...3...2...1
Defcon 5...4...3...2...1 è l'ottavo album in studio dei Man or Astroman?, pubblicato nel 2013 per la Chunklet Magazine.

## Tracce
Tutti i brani sono stati scritti da Star Crunch, eccetto dove indicato
1. Defcon 5 - 3:14
2. Antimatter man - 2:36
3. All systems go - 2:47
4. Disintegrate - 3:16
5. Defcon 4 (Eric Bachmann, Star Crunch) - 1:58
6. Codebreaker seventy eight - 3:02
7. Communication breakdown pt. II (Birdstuff, Star Crunch) - 2:38
8. Defcon 3 - 3:10
9. Electric arc - 4:07
10. Defcon 2 (Eric Bachmann, Star Crunch) - 2:16
11. New Cocoon - 4:04
12. Defcon 1 - 2:45

## Formazione
- Star Crunch - voce, chitarra elettrica, tastiere
- Avona Nova - chitarra ritmica
- Coco, The Electronic Monkey Wizard - basso
- Birdstuff - batteria, percussioni
- Liz Durrett - voce (traccia 4)